# 聖埃斯特萬國家公園

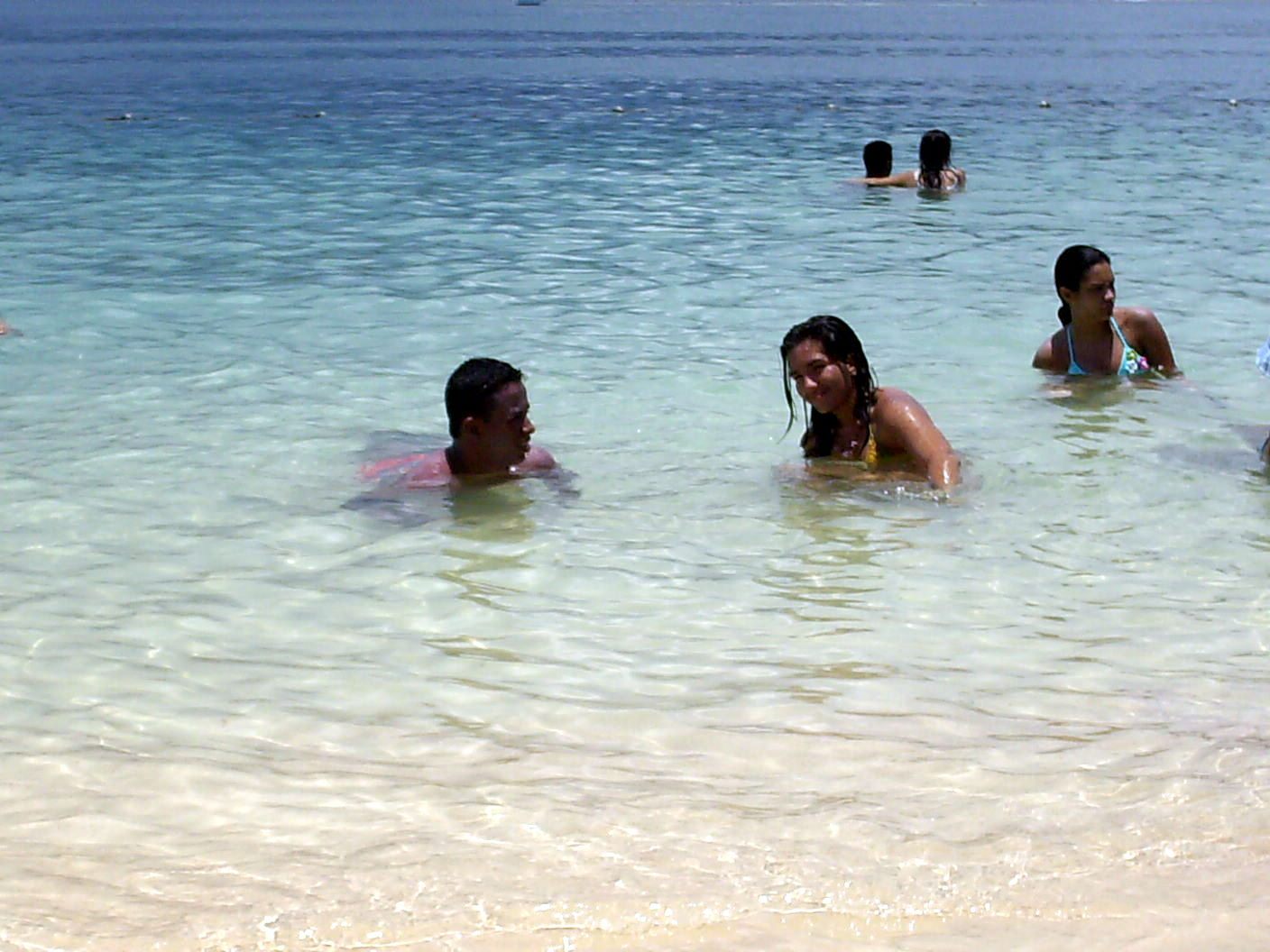

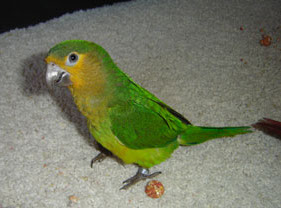

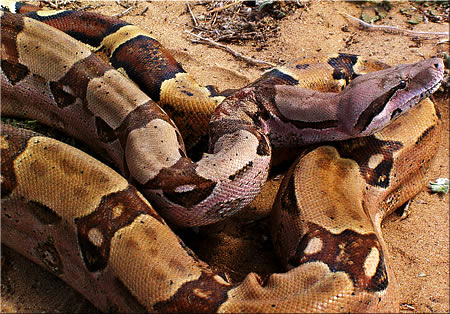

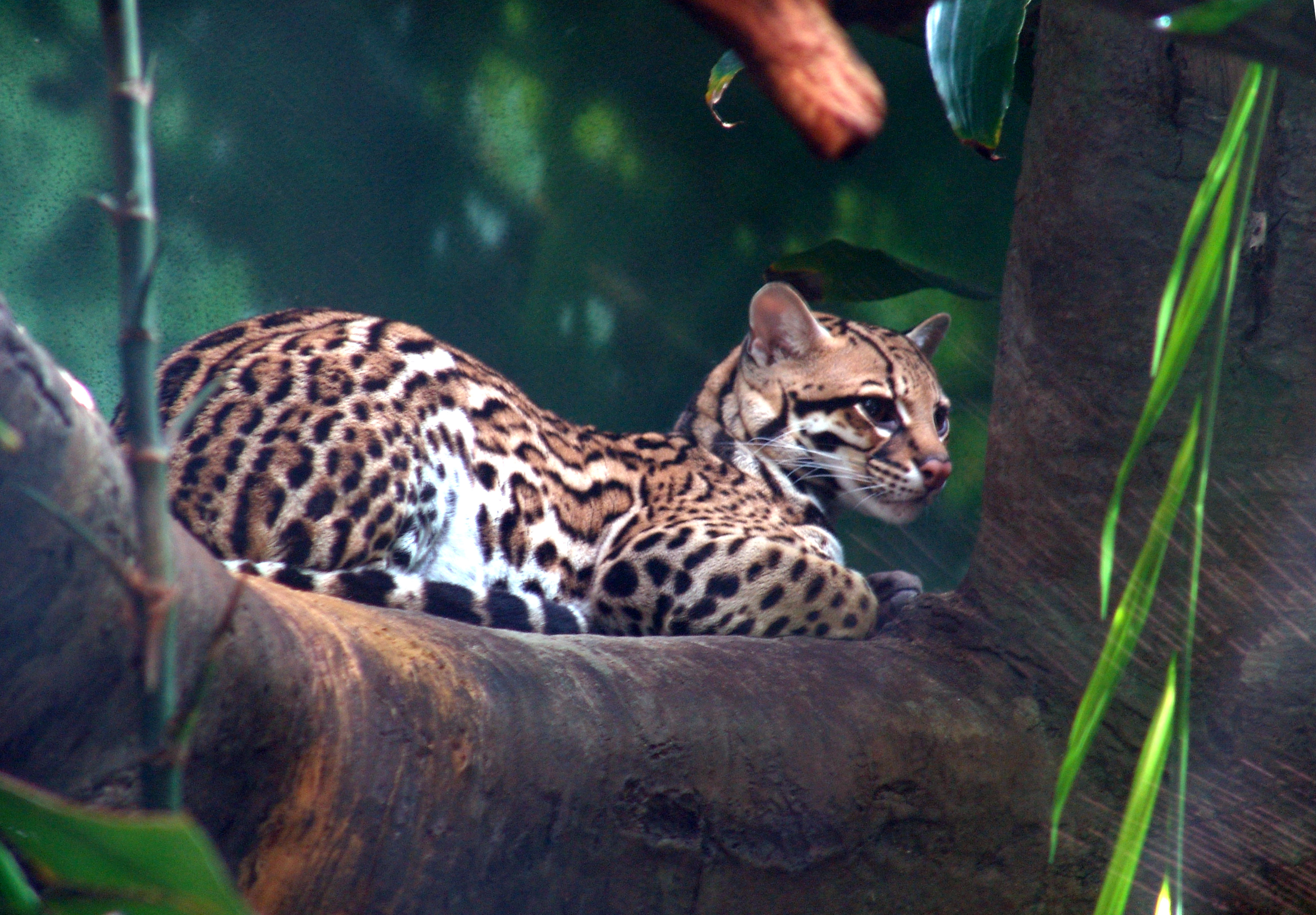

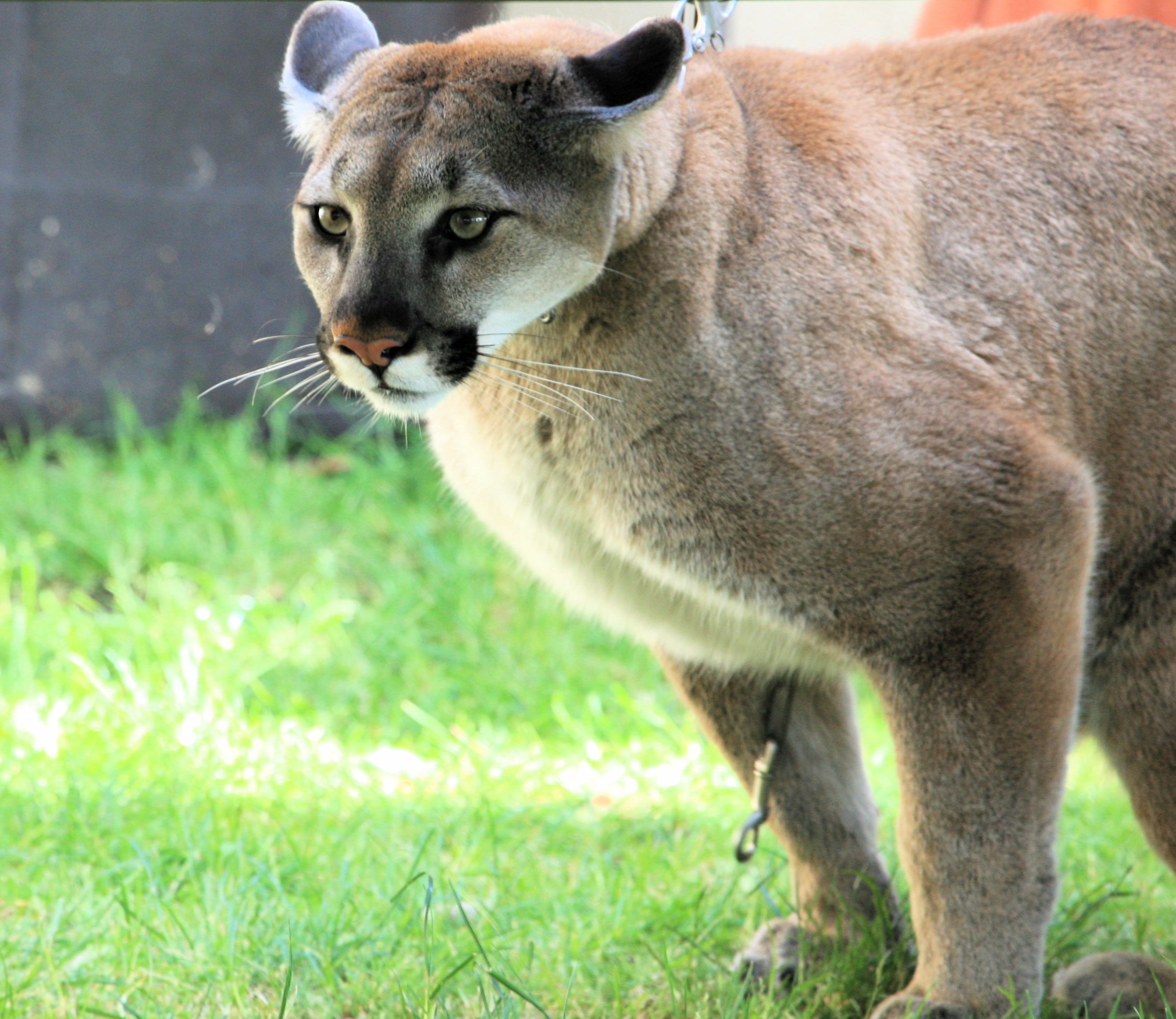

聖埃斯特萬國家公園是委內瑞拉的國家公園，位於該國北部，由卡拉沃沃州負責管轄，面積445平方公里，始建於1987年1月14日，每年平均降雨量1,033毫米。

## 外部連結
- Information about the park  at the site of the Instituto Nacional de Parques (in Spanish)